# برونو مارتيني
برونو مارتيني (بالفرنسية: Bruno Martini)ء(25 يناير 1962 - 20 أكتوبر 2020)، هو لاعب كرة قدم، من فرنسا، ولد في نيفير، شارك في كأس الأمم الأوروبية لكرة القدم 1992، وكأس الأمم الأوروبية لكرة القدم 1996، لعب كحارس مرمى.

## روابط خارجية
- برونو مارتيني على موقع رابطة كرة القدم الفرنسية للمحترفين (الإنجليزية)
- برونو مارتيني على موقع قاعدة بيانات كرة القدم.إي يو (الإنجليزية)
- برونو مارتيني على موقع ليكيب (الفرنسية)
- برونو مارتيني على موقع ناشيونال فوتبول تيمز (الإنجليزية)
- برونو مارتيني على موقع عالم كرة القدم.نت (الإنجليزية)